# Aziz Yıldırım
 (novembre 2023).
- Si vous ne connaissez pas le sujet, laissez ce bandeau (vous pouvez alors contacter les auteurs).
- Si vous supprimez le contenu mis en cause (vous pouvez préalablement contacter les auteurs),

argumentez précisément cette suppression dans la page de discussion
(un manque de référence n'est pas un argument ; une recherche réelle de référence doit avoir été effectuée, être formellement documentée).
 (août 2024).
Si vous disposez d'ouvrages ou d'articles de référence ou si vous connaissez des sites web de qualité traitant du thème abordé ici, merci de compléter l'article en donnant les références utiles à sa vérifiabilité et en les liant à la section « Notes et références ».
Pour les articles homonymes, voir Yıldırım (homonymie).
Aziz Yıldırım, né à Diyarbakır le 2 novembre 1952 est un riche entrepreneur dans le domaine de la construction mais aussi le président du Fenerbahçe SK de 1998 à 2018. Lors de ses 20 ans de présidence, le club a remporté à 6 reprises la Ligue de Turquie mais aussi fini 9 fois deuxième du championnat.
Le 3 juillet 2011, il est arrêté par la police turque dans le cadre d'une enquête concernant des matchs truqués, il passe 1 an et demi en prison à la suite des accusations, mais lui et le club sont finalement acquittés en octobre 2015, soit quatre ans et trois mois plus tard. 

## Sa présidence

### Stade Şükrü Saracoğlu
L'agrandissement du stade est l'un des plus grands projets d'Aziz Yıldırım. Pendant la présidence d’Aziz Yıldırım, durant l'année 2000, le stade de Fenerbahçe – qui porte le nom de stade Şükrü Saraçoğlu – est modifié, et sa capacité augmente. Le premier match se fait pendant la saison 2001-2002 contre İstanbulspor A.Ş. et la capacité du stade passe de 21 500 à 30 000 personnes. Pendant la même saison, les autres parties du stade sont construites et le 6 mars 2001, le stade arrive au nombre de 42 000 places pour le match Fenerbahçe-Galatasaray.
Les travaux commencent en 2001 pour les tribunes Maraton Tribünün et se terminent le 16 février 2002, pour un match de Fenerbahçe-Galatasaray, la capacité totale atteignant les 52 000 places. Pour cette partie du stade, avec des murs en verre, une capacité de 5 000 places ou se trouve un café, un restaurant. Dans ce stade, se trouvent des douches, une pièce pour journalistes, une chambre spéciale pour l'arbitre, un bureau ou se passent les réunions, plusieurs locaux de luxe, le fenerium et le musée de Fenerbahçe.
- Pour la saison 2002-2003, les toits des tribunes se ferment
- En mai 2005, une tribune est détruite puis reconstruite en 9 mois
- Durant la saison 2006-2007, le placement du chauffage sous le terrain n'interrompt aucun match

### Différents centres
Depuis le moment où Aziz Yıldırım est passé à la présidence du club de Fenerbahçe en 1998, plusieurs nouveaux centres sont apparus à Fenerbahçe.
Le Samandira tesisleri commence à se construire en 1997 et est opérationnel en 2000. Il accueille l'équipe première de Fenerbahçe. Il y a une piscine, sauna, hammam, des chambres 5 étoiles pour que les joueurs se reposent, terrain d'entraînement, etc. Les Fikirtepe Tesisleri créés en 1999 accueillent les jeunes de Fenerbahçe. En plus, Fenerbahçe possède la seule piscine olympique créée en 2004 qui fut construite au moment d'Aziz Yıldırım. Le Faruk Ilgaz Tesisleri ouvert en 2004 est un des centres les plus modernes. Au niveau scolaire, il y a l'université de Fenerbahçe, qui est en phase d'être construite.

### Journaliste
Pendant sa présidence à la tête de Fenerbahçe, Aziz Yıldırım crée le Fenerbahçe Dergisi (le magazine de Fenerbahçe) et la Fenerbahçe Tv (chaîne de télévision de Fenerbahçe). La chaîne Fenerbahçe TV mise en place le 16 janvier 2004 montre les rapports de Fenerbahçe en football, basket-ball, volley-ball et autre sport dans les journaux. En plus, tous les reportages sur les joueurs, sur l'entraineur et le président sont diffusés sur cette chaîne.

### Avancée économique
Au moment où Aziz Yildizim arrive à la tête de Fenerbahçe, le revenu de Fenerbahçe est de 16 millions de dollars. Les magasins se trouvant sous la responsabilité de Murat Özaydın rapportent de grands revenus. En 2002, en vendant 500 000 bics, il gagne 4 millions de dollars.
Le Fenerium compte 35 magasins, 170 points de vente et 2 camions qui tournent dans plusieurs villes pour les ventes en direct. Ces dernières rapportent 22,5 millions de dollars.
En plus, après la venue d'une star, les magasins Fenerium rapportent beaucoup.
Aziz Yildizim a mis le club de Fenerbahçe à l'İMKB (bourse d'İstanbul), faisant augmenter les recettes encore plus vite.

## Les saisons au Fenerbahçe

### 1998-2000: ses débuts
Joachim Löw est le premier entraîneur qu'a Aziz Yıldırım pendant sa présidence. Il gagne la présidence avec 1 voix de plus. Pour sa première année, Fenerbahçe est arrivé 2e au classement après Galatasaray. Et à la fin de cette saison, l'entraineur Otto Bariç est renvoyé. Carlo Ancelotti doit être le successeur mais c'est l'Allemand Joachim Löw qui prend sa place. Il fait amener Elvir Baljić de Bursaspor pour 9 500 000 $, Viorel Moldovan de Coventry City pour 5 585 000 $, Ogun et Abdullah de Trabzonspor pour le total de 6 700 000 $, Murat Yakin de VfB Stuttgart pour 4 000 000 $. En plus, il fait amener Dimas de Juventus Football Club, John Moshoeu de Kocaelispor. Le total des transferts de cette saison est de 25 785 000 $. En Europe, pour la coupe de l'UEFA, le club passe le tour en battant l'IFK Göteborg mais se fait éliminer par le gagnant de cette coupe Parme FC. Au niveau de la ligue, il finit en tête la mi-saison mais arrive 3e en fin de saison.
L'équipe de 1999-2000 transfère Yaw Preko et Samuel Johnson de Gaziantepspor pour 5 500 000 $, Alpay Özalan de Beşiktaş pour 4 500 000 $ et un transfert de joueur libre (Souleymane Oulare). En avec cela, Elvir Baljić est transféré au Real Madrid pour la modeste somme de 23 000 000 $. À la tête de l'équipe, Ridvan Dilmen est amené comme Entraîneur. L'équipe perd 5 matches en 5 rencontres et perd son match en UEFA contre MTK Hungária FC. Après cela, Dilmen démissionne. Pour le dernier match de Dilmen, Aziz Yildizim arrive dans le vestiaire et voit Ogun comme remplaçant et lui dit : « Si tu perds ce match, alors ce sera ton dernier ». Après la défaite, Ogun démissionne. Après cela, Aziz Yıldırım fait amener comme entraîneur Zdeněk Zeman. Zeman fait jouer l'équipe en 4-3-3. À la suite d'un problème entre Sergen Yalcin et Zeman, il licencie la star.
Après sa démission, ils font amener Turhan Sofuoğlu pour le remplacer.
Ils font amener Mustafa Denizli comme entraîneur sûr.
Sur cette saison, il y a eu quatre entraîneurs dans le club.

### 2000-2003: temps du Chaos
En 2000-2001, un gros nombre de transferts est effectué pour un gros montant. À la tête de l'équipe, il y a Mustafa Denizli. Les transferts ont coûté 30 millions de dollars pour Kennet Andersson de Bologna pour 6 millions de dollars, Milan Rapaic de Pérouse Calcio pour 6 millions de dollars, Haim Revivo de Celta Vigo pour 6,6 millions de dollars, Zoran Mirković de Juventus pour 4 millions de dollars, Nikola Lazetic de Obilic Belgrade pour 2,5 millions de dollars, Yusuf Şimşek de Denizlispor pour 4,2 millions de dollars. Les joueurs vendus sont Viorel Moldovan pour 5 millions de dollars au FC Nantes Atlantique, Elvir Bolić pour 2 millions de dollars à Rayo Vallecano, Alpay Özalan pour 4,4 millions de dollars à Aston Villa. Cette année-là la super coupe est gagnée par Galatasaray l'équipe finit en 2e place du classement du championnat et le gagne, après cinq ans de suite.
Pendant la saison 2001-2002, l'équipe commence la saison sans grandes dépenses. Les transferts n'ont couté que 2,35 millions de dollars. Ümit Özat et Ceyhun Eriş ont été achetés. Avec un long temps d'attente dans la Ligue des champions, il passe le 3e tour face au Rangers FC et arrive dans le groupe FC Barcelone, de l'Olympique Lyon, et du TSV Bayer 04 Leverkusen qui était arrivé jusqu'en finale. Dans ce groupe, Fenerbahçe n'obtient aucun point. Du fait d'avoir été aussi faible sur la scène européenne, l'équipe se porte mal, Mustafa Denizli fait son dernier match contre Diyarbakirspor il amène malgré tout l'équipe jusqu'au titre, le premier de l'ère Yıldırım. Il fut le premier entraîneur turc à conduire Fenerbahçe au titre de champion de Turquie.
Pendant la saison 2002-2003, l'international argentin Ariel Ortega est arrivé de CA River Plate pour un montant de 6,5 millions de dollars. En plus de lui, Miroslav Stević de Borussia Dortmund gratuitement, Fatih Akyel de RCD Majorque pour 1,2 million de dollars, Washington de Ponte Preta et Tuncay Şanlı de Sakaryaspor pour 500 000 $.
Il rate l'entrée en Ligue des champions contre Feyenoord Rotterdam et Fenerbahçe tombe en Coupe UEFA.
En UEFA, ils éliminent l'AIK Solna mais n'arrivent pas à battre les grecs du Panathinaikos.
En commençant un très bon début de saison, ils battent leur rival Galatasaray 6-0 le 6 novembre 2002.
Dans la pause, Washington quitte le club à la suite de problèmes cardiaques.
Entre un problème s'étant déroulé entre Werner Lorant et Ariel Ortega, Ariel part dans son pays.
Lorant est congédié et Oguz Cetin le remplace.
En plus de cela, Vladimir Beschastnykh de FK Spartak Moscou arrivent pour 800 000 $, Kemal Aslan de Gaziantepspor pour 2 000 000 $. Mais aussi Sergueï Rebrov de Tottenham Hotspur Football Club. Mais avec tout cela, Oguz Cetin n'a pas réussi à montrer l'exploit et Tamer Güney et choisit comme entraîneur et Fenerbahçe finit en 6e place du classement et n'a pas réussi à se qualifier pour la Coupe d'Europe.

### 2003-2006: le temps de Daum
Pendant que Fenerbahçe rentré dans sa saison 2003-2004, il vit arriver de très gros changements.
À la tête de l'équipe, ils ont mis l'Allemand Christoph Daum qui vit partir Vladimir Beschastnykh, Ogün Temizkanoğlu, Rüştü Reçber, Mustafa Dogan, Samuel Johnson de l'équipe et à leur place, Selçuk Şahin d'İstanbulspor A.Ş. pour 1 500 000 $, Mahmut Hanefi Erdoğdu de Sakaryaspor pour 200 000 $, Servet Çetin de Denizlispor pour 1 200 000 $ mais en plus de cela, les joueurs star achetés sont Pierre van Hooijdonk de Feyenoord pour 1 000 000 $, Fábio Luciano de Corinthians pour 1 000 000 $, Marco Aurelio de Trabzonspor arrive gratuitement, Stjepan Tomas du Calcio Côme pour 1 000 000 $. Même si Fenerbahçe n'est pas en UEFA, il arrive en milieu de saison avec 8 points d'avance sur Besiktas. En mi-saison, Mert Nobre est loué de Cruzeiro et Mehmet Yozgatli est transféré d'İstanbulspor A.Ş. pour 1 500 000 $
Pour le reste, Fenerbahçe réalise une excellente saison et remporte le championnat en première place devant Trabzonspor et Besiktas.
Pour la saison 2004-2005, ayant une envie d'avoir une chance en Ligue des champions est transféré Alexsandro de Souza de Cruzeiro pour 3 700 000, Deniz Barış et Serkan Balci de Gençlerbirliği pour 3 000 000 $, Önder Turacı de Standard de Liège pour 1 700 000 $ et Rüştü Reçber est loué par le Barcelone. Et est dans le classement du Sparta Prague, Manchester United et Olympique lyonnais mais n'a que 9 points arrivent en 3e place et va en UEFA. Pendant la trêve, il transfère la star française Nicolas Anelka de Manchester City pour la somme de 10 000 000 $. En UEFA, il perd contre les Espagnols du Real Saragosse. Et dans le championnat truc, Fenerbahçe pointe en première place devant Trabzonspor et gagne pour la 2e fois de suite le championnat.
En 2005-2006, les Kanaris-jaunes commencent leur saison en faisant moins de transfert. Il transfère Stephen Appiah de la Juventus pour 8 000 000 $ et Zafer Biryol de Konyaspor pour 1 200 000 $. Cette année en ne renouvellent pas son contrat, il quitte le club. À la Ligue des champions, il se retrouve dans le groupe de l'AC Milan, PSV Eindhoven, Schalke 04. Il ne récolte que quatre points et n'arrive que dernier. En dominant la ligue cette saison, commencent à perdre des points à la fin de la saison et pour leur dernier match font nul et galatasaray gagne ce match et gagne la coupe. Pour cette saison, une réélection du président est faite et c’est Aziz Yıldırım qui l'emporte et gagne pour une fois encore le siège de présidence. Ensuite, Christoph Daum est renvoyé de l'équipe en ne renouvelant pas son contrat.

### 2006-2009
Zico était choisi par Aziz Yıldırım à la tête de l'équipe. Surtout car c'était leur centenaire. Arrivé du Japon, car il était le sélectionneur du Japon, Zico ayant une excellent carrière en tant que joueur, il règle les transferts dès son arrivée. Il fait transférer gratuitement Tümer Metin de Besiktas, Uğur Boral de Gençlerbirliği. Rüştü Reçber du FC Barcelone et laisse Fábio Luciano gratuitement. Les joueurs vendus sont Servet Çetin à sivasspor, Mahmut Hanefi Erdoğdu à Gaziantepspor et Nicolas Anelka est vendu pour 12 000 000 $ à Bolton Wanderers. Fenerbahçe passe le 3e tour de la Ligue des champions face à B36 Tórshavn facilement. Mais en perdant contre Dynamo Kiev il tombe à l'UEFA. Il transfère Diego Alfredo Lugano de São Paulo Futebol Clube pour 6 000 000 $, Mateja Kežman de l'Atlético de Madrid pour 7 000 000 $, Edu Dracena de Cruzeiro pour 5 700 000 $, Deivid de Sporting Clube de Portugal pour 4 500 000 $. Pour leurs cent ans, Ils n'ont pas eu un très grand succès au niveau européen mais en ligue il avait beaucoup de difficulté et avait perdu des places.
En Europe, il passe le tour face au Randers FC et arrive au groupe face à Newcastle United, Palerme Celta Vigo et Eintracht Frankfurt. En 4 matchs, ils ont eu une victoire et un nul et passent le groupe. Ensuite, au tour suivant, il joue contre AZ Alkmaar est fait un nul sur les deux matchs. En ligue, ils ont une excellente saison et ne perdent pas un seul match en déplacement. Avec l'arrivée de Roberto Carlos da Silva pour la saison 2007-2008, est dans les 11 premiers de tous les matchs. Il est le meilleur arrière gauche du monde. D'autres joueurs sont transférés comme Wederson Gokçek de Ankaraspor pour 1 500 000 $, Colin Kazim-Richards de Sheffield United Football Club pour 1 900 000 $, ilhan Parlak de Kayserispor pour 1 000 000 $, Gökhan Gönül de Gençlerbirliği Oftaş pour 1 400 000 $, Yasin Çakmak de Rizespor pour 900 000 $ et Ali Bilgin d'Antalyaspor pour 500 000 $. Mais dans ces dernières années, la star turque Tuncay Şanlı est transférée à Middlesbrough, et Ümit Özat à Cologne gratuitement. En ayant un très bon début de saison, les Kanaris jaunes ont fini le championnat turc en tête. Au 3e tour, il passe le tour face à RSC Anderlecht et arrivent au groupe de la Ligue des champions et se retrouvent affrontés face à l'Inter Milan, au CSKA Moscou et au PSV Eindhoven. Ils commencent en battant l'Inter 1-0, font un match nul face au CSKA Moscou et au PSV Eindhoven avec 4 points au match retour, il gagne le match face au PSV et au CSKA Moscou mais perd face à l'inter arrivent 2e avec 10 points et sont les Turcs ayant le plus de points. Au tour suivant, ils arrivent face à FC Séville et gagnent chez à Istanbul 3-2 mais perdent 3-2 à Séville et vont aux prolongations et aux tirs de pénalty. Volkan sauve sa cage en écartant les 3 shoots ce qui amène Fenerbahçe en quart de finale contre Chelsea Football Club et les supporters et joueurs font la fête jusqu'au matin. Il gagne le premier match à Kadıköy mercredi 2 avril 2008 2-1 (buts de Deivid, Colin Kazim et de Deivid but contre son camp) et le match retour a eu lieu le mardi 8 avril 2008.

### 2009-2018
En 2008-2009, Yıldırım fait venir Daniel Guiza pour 15 M€ puis Emre Belezoglu ancien joueur de Galatasaray pour 4,5 M€. La saison commence mal et Fenerbahçe est 5e à la trêve mais gagne face au Beşiktaş 2-1 et face au Galatasaray 4-1 puis à la trêve hivernale, le club turc achète Gökhan Emreciksin et Abdulkadir Kayali et Fenerbahçe termine 4e à la fin de la saison. L'été 2009-2010 commence par l'achat de Fabio Bilica en échange de Yasin Çakmak, Bekir Irtegun pour 1 M€ et Mehmet Topuz pour 5 M€.